# Tapices de Beauvais

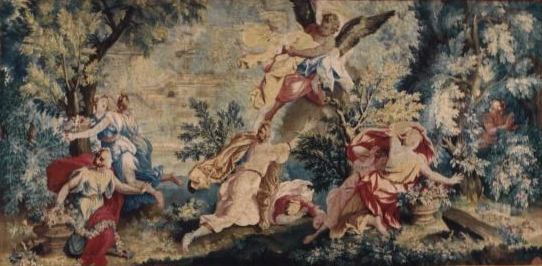
El Rapto de Oritia por Bóreas. Tapiz de Beauvais, circa 1730. Museo Nacional de Arte Decorativo. Buenos Aires. Argentina.

La fabricación de tapices de Beauvais fue la segunda en importancia, después de la tapicería de los Gobelinos, de los talleres de tapices franceses que se establecieron bajo la dirección general de Jean-Baptiste Colbert, el ministro de finanzas del rey Luis XIV. Considerando que los Gobelinos se fabricaron para las residencias reales y para los regalos de embajadores, la fabricación de Beauvais siempre fue una empresa privada. Beauvais se especializó en tejido de baja urdimbre, aunque la patente de letras de 1664, autorizando a la compañía y ofreciéndole la protección real, dejó el campo libre para la producción de tapices de alta textura.
El primer empresario, Luis Hinard, natural de Beauvais, que ya había establecido talleres en París, produjo tapices florales y foliados poco ambiciosos llamados verdures y tapices de paisajes, que se conocieron a través de anotaciones en las cuentas reales. Él fue arrestado por sus deudas en 1684, y los talleres se refundaron con más éxito por Philippe Behagle, un comerciante y fabricante de tapices de Oudenarde, quien también había trabajado con tapicería  tradicional en la ciudad de Tournai. Los primeros éxitos de Behagle fueron un conjunto de Conquistas del Rey, que complementó un conjunto de los Gobelinos contemporáneos que mostraban  episodios de la Vida del Rey, sin competir directamente con ellos. Un conjunto de los Hechos de los Apóstoles, después de las copias de los dibujos de Rafael, se encuentran en la catedral de Beauvais. Los tapices llamados Teniers, a la manera de escenas del pueblo pintados por David Teniers el Joven, comenzaron a tejerse por Behagle y continuaron popularmente, actualizando sus creaciones, en el siglo XVIII, cuando la primera serie de archivos comenzó.

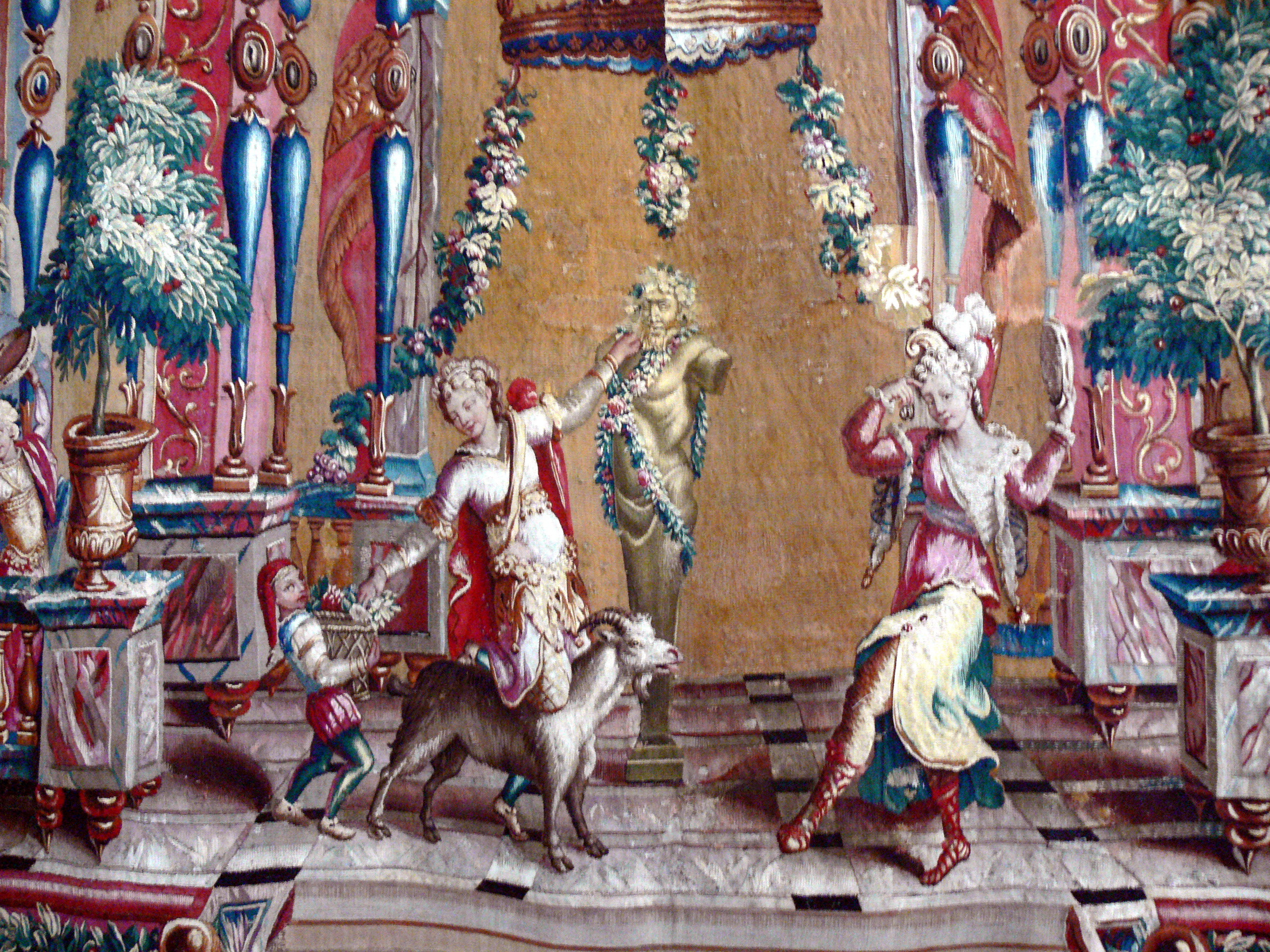
Tapicería de la serie de Jean Bérain Grotesques (detalle), hecho por Behagle, circa 1700 (Kronborg).

La gran serie de Grotescos, iniciada en la década de 1690, se convirtió en un pilar de la producción de Beauvais, tejida a través de la Regencia. Las caricaturas, que fueron inspiradas en los grabados de Jean Bérain, el Viejo, y se llevaron a cabo con los dibujos de Jean-Baptiste Monnoyer, un pintor unido a la fábrica de Gobelinos, se basaban en fantasía grotesca. Jarrones de color amarillo mostaza y motivos con cestas de fruta y aves, una especialidad de Monnoyer, contrastan con las figuras alegres, a veces acróbatas y bailarines, a veces de la Commedia dell'arte de la fina e imaginativa arquitectura arabesca.
Behagle continuó sus talleres privados en París, al igual que su predecesor. De estos talleres fue la serie de Triunfos Marinos con las armas del conde de Toulouse. A su muerte en 1705, la fabricación de Beauvais fue continuada por su esposa y su hijo, y en 1711 por nuevos propietarios, los hermanos Filleul. Bajo la propiedad de Filleul, Beauvais produjo suites de La historia de las Metamorfosis de Ovidio y Telémaco, así como combates de animales, y una serie de Chino, cortinas que son un punto significativo en el desarrollo del chinesco. Entre 1722 y 1726, Beauvais fue dirigida por Noël-Antoine de Mérou y mantuvo salas de exposición en París, en Leipzig y Ratisbona, encontrado numerosos encargos para extranjeros.

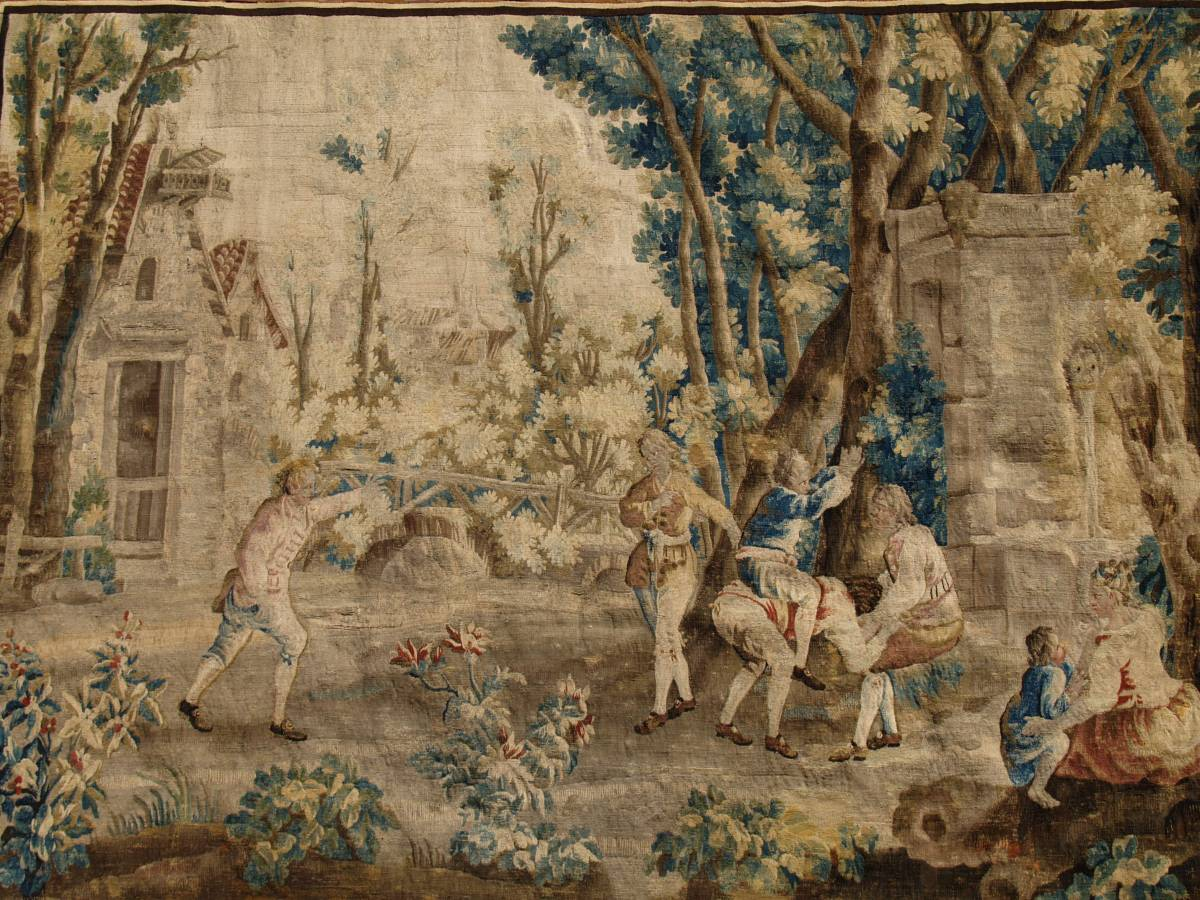
Le Cheval fondu de la serie de Amusements Champêtres para la que Oudry proveyó dibujos, en los 1720s.

El gran período de tapices de Beauvais se inició con la llegada de Jean-Baptiste Oudry, el 22 de julio de 1726, reemplazando al insatisfactorio Jacques Duplessis. Cuando Mérou fue despedido en 1734 por falsificación de las cuentas, por primera vez la fabricación fue dirigida por un artista, pues el resplado financiero de Oudry, Nicolás Besnier, orfebre de París, fue lo suficientemente sabio como para no interferir con la producción artística, y la sociedad duró hasta 1753. Oudry era a la vez inspector de las obras de Gobelins. En Beauvais, reorganizó la formación de los trabajadores jóvenes y creó diseños en constante renovación: la Nueva Cecería, el conjunto Placeres del País, los tapices que ilustran las comedias de Molière y un conjunto renovado de las eternamente populares Metamorfosis.
Fueron incorporados los conjuntos de tapices que cubren asientos para muebles y, en septiembre de 1737, se decidió que el rey de Francia debía comprar dos juegos de tapicería cada año, por 10.000 libras, para los regalos a los ministros de Relaciones Exteriores, un anuncio de la hegemonía francesa en el campo del arte y también un buen anuncio para la calidad de la fabricación de Beauvais. El rey tenía toda la producción de los Gobelinos a su disposición, pero como señala Edith Standen, era bastante grande, más solemne y definitivamente a la antigua. En 1739, por primera vez, los dibujos de Beauvais fueron exhibidos en el Salón de París, otra manera de mantener a los talleres de tapicería a la vista del público. 
Beauvais tapizó los asientos dados por Luis Felipe de Francia como regalo de bodas a su hija Luisa María de Francia, en 1832.

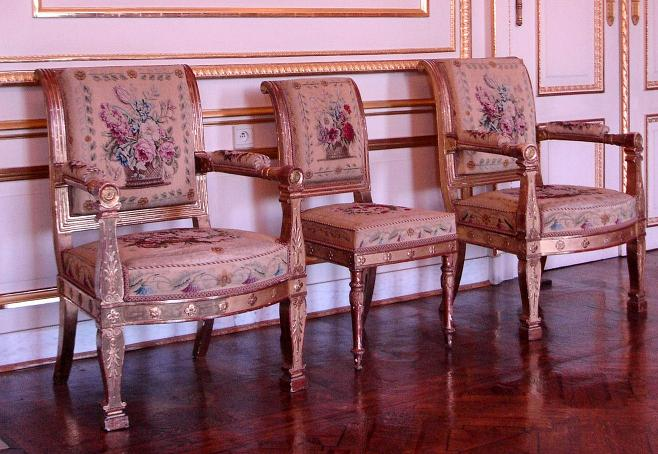
Tapicería de Beauvais: sillones y silla tapizados dados por Luis Felipe de Francia como un regalo de casamiento a su hija Luisa María de Francia, 1832.

Oudry se dirigió a otros artistas para complementar los cartones para tapices que se producían; a partir de los diseños de Charles-Joseph Natoire, Beauvais tejió la suite de Don Quijote, y a partir de François Boucher, desde 1737, una larga serie de seis suites de tapices, cuarenta y cinco obras en total, que constituyen la familia "Boucher-Beauvais" suites que encarnan el estilo rococó: las Fiestas Italianas, una serie de festivales de aldeas en entornos que evocan la campiña romana, las Pastorales Nobles, una suite de seis chinescos, ahora en un encendido manejo del rococó. Ocho bocetos al óleo de Boucher para estos Tentures chinoises se mostraron en el Salón de 1742. Fue inusual para los bocetos del artista que se le encargara la provisión de dibujos, como en este caso; la traslación a los dibujos fue realizada por Jean-Joseph Dumons de Tulle. La exitosa serie fue tejida en Beauvais, al menos diez veces, entre julio de 1743 y agosto de 1775; además otras copias fueron hechas en Aubusson
La pêche chinoise, 1742, uno de los diseños chinescos de Boucher tejidos en Beauvais (Musée des Beaux-Arts et d'Archéologie de Besançon)

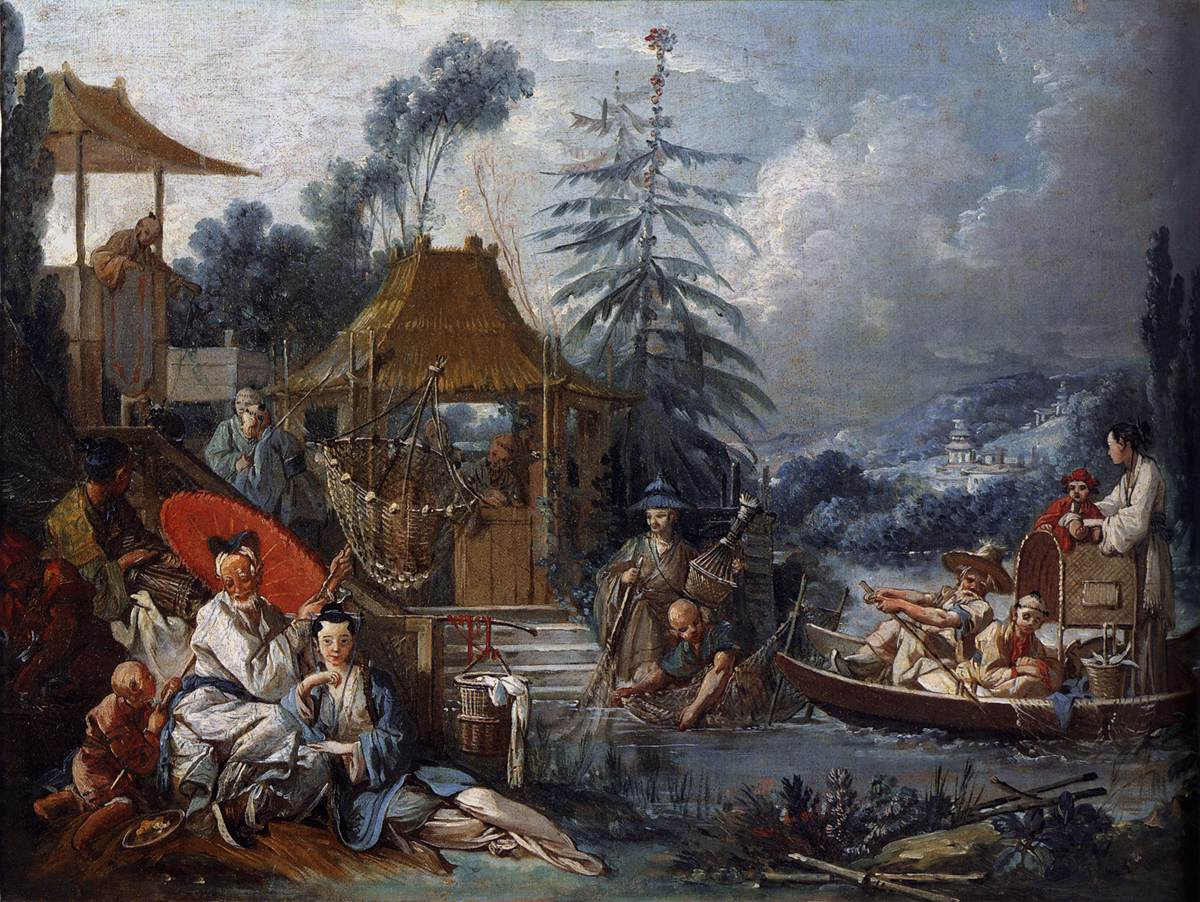
La pêche chinoise, 1742, una de las chinoiserie de Boucher, diseño tejido en Beauvais (Museo de Bellas Artes y Arqueología de Besançon).

Boucher también diseñó para Beauvais la historia de Psique y en la cúspide del lote, les Amours des Dieux o Los Amores de los Dioses, después de las pinturas de Boucher entregadas entre 1747-1749; suites de entre los nueve sujetos, aunque nunca todos los sujetos en una suite, se estaban tejiendo en Beauvais en fecha tan tardía como 1774.
Un nuevo socio, André-Charlemagne Charron, y un mayor apoyo real, con pedidos anuales para los conjuntos de cortinas ahora con suites completas de revestimientos de muebles, para ser entregados a la Garde-Meuble de la Couronne o el Ministerio de Relaciones Exteriores debería haber puesto en marcha nuevos éxitos para Beauvais, pero la muerte de Oudry, el 30 de abril de 1755, y la deserción de Boucher a los Gobelinos el mismo año, iniciaron un período de estancamiento, mientras que los viejos diseños se repetían, para luego reducirse. En la Revolución Francesa, los talleres fueron cerrados temporalmente, a raíz de una disputa entre los tejedores y la administración, y luego se volvieron a abrir, bajo la dirección del Estado, que hicieron poco, como las cubiertas de tapicería.

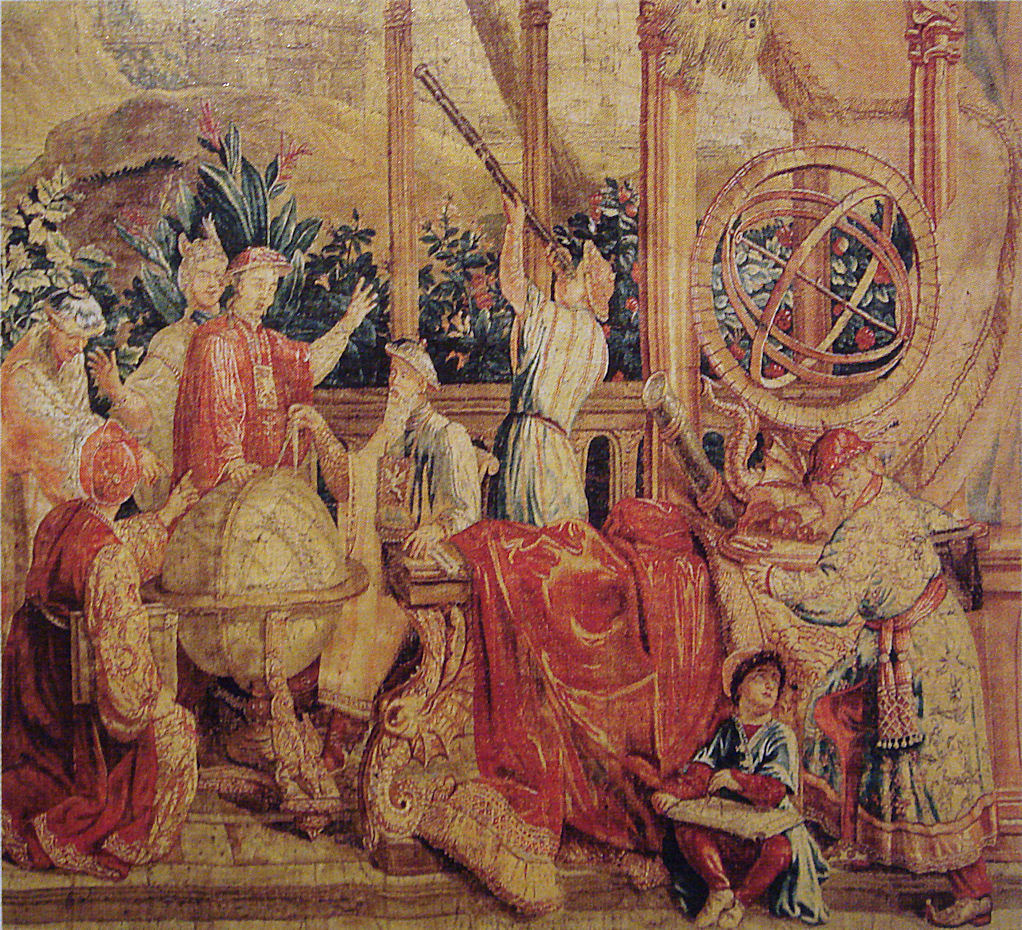
Los astrónomos de la Compañía de Jesús con escolares chinos, Les Astronomes, Tapicería de Beauvais,.